# Infurcitinea albanica
Infurcitinea albanica är en fjärilsart som beskrevs av Petersen 1963. Infurcitinea albanica ingår i släktet Infurcitinea och familjen äkta malar.
Artens utbredningsområde är Albanien. Inga underarter finns listade i Catalogue of Life.